# Gyűrűs, Zala
Gyűrűs  este un sat în districtul Zalaegerszeg, județul Zala, Ungaria, având o populație de 91 de locuitori (2011). 

## Demografie
Componența etnică a satului Gyűrűs
     Maghiari (83,19%)
     Romi (11,5%)
     Germani (5,31%)
Componența confesională a satului Gyűrűs
     Romano-catolici (94,51%)
     Fără religie (5,49%)
     Necunoscută (0%)
Conform recensământului din 2011, satul Gyűrűs avea 91 de locuitori. Din punct de vedere etnic, majoritatea locuitorilor (83,19%) erau maghiari, existând și minorități de romi (11,5%) și germani (5,31%).  Din punct de vedere confesional, majoritatea locuitorilor (94,51%) erau romano-catolici, cu o minoritate de persoane fără religie (5,49%).